# Шарлотта Барнум
Шарлотта Синтія Барнум (нар. 17 травня 1860 — 27 березня 1934) — науковиця з математики і громадська діячка, була першою жінкою, яка отримала докторський ступінь з математики в Єльському університеті.

## Дитинство та освіта
Шарлотта Барнум народилася в Філіпстоні, штат Массачусетс, третя з чотирьох дітей преподобного Самуїла Веда Барнума (1820—1891) і Шарлотти Беттс (1823—1899). Освіта була важливою в її сім'ї: два дядьки отримали медичні ступені від Єльського університету, а її батько закінчив там бакалаврат мистецтв і бакалаврат богослов'я. Її брати, Самуїл і Томас, обидва випускники Єльського університету, а її сестра Клара відвідуватиме аспірантуру Єльського університету після закінчення Вассара.
Після закінчення гімназії в Нью-Гейвені, штат Коннектикут, Шарлотта відвідувала коледж Вассара, який закінчила у 1881 році. З 1881 по 1886 вона викладала в підготовчій школі для хлопчиків, в Академії Беттс і в гімназії в Стемфорді (Коннектикут). Вона також займалася обчислювальною роботою для Єльської обсерваторії у 1883—1885 рр. і працювала над переглядом системи мінералогії Джеймса Дуайта Дана. Шарлотта була редакційним автором Міжнародного словника Вебстера з 1886 по 1890, а потім викладала астрономію в коледжі Сміта в 1889—90 навчальному році.
У 1890 році Шарлотта подала заяву до аспірантури в Університеті Джона Гопкінса, але вона була відхилена, тому що вони не приймали жінок. Шарлотта наполягала, і за підтримки Саймона Ньюкомба, професора математики і астрономії в університеті, отримала дозвіл для відвідування лекцій без реєстрації і безкоштовно. Через два роки вона переїхала до Нью-Гейвена, щоб продовжити навчання в Єльському університеті. У 1895 році вона стала першою жінкою, яка захистила кандидатську дисертацію з математики цієї установи. Її дисертація називалася «Функції, що мають лінії, або поверхні безперервності». Ідентичність її радника незрозуміла з запису.

## Подальша кар'єра
Після захисту докторської дисертації Шарлотта Барнум протягом одного року викладала в Карлтон-коледжі в місті Нортфілд, штат Міннесота. Потім вона вийшла з академічних кіл, а цивільна та урядова прикладна математика, та редакційна робота залишилися частиною її кар'єри.
У 1898 році вона приєдналася до Американської академії актуаріїв і до 1901& pр. працювала як актуарний обчислювач для Массачусетської компанії зі страхування життя, Спрінгфілда (Массачусетс) і компанії зі страхування життя у Філадельфії, штат Пенсільванія.
У 1901 році вона переїхала до Вашингтона, округ Колумбія, для роботи в якості обчислювача для військово-морської обсерваторії США. Згодом вона почала виконувати таку саму роботу для припливного відділення американського узбережжя і геодезичного дослідження до 1908 року, а потім була помічником редактора в секції біологічного обстеження Міністерства сільського господарства США до 1913 року.
У 1914 році вона залишила державну роботу і повернулася в Нью-Хейвен, де виконувала редакційну роботу для перуанських експедицій Єля, офісу секретаря та преси Єльського університету.
З 1917 року працювала в різних організаціях і академічних установах Коннектикуту, Нью-Йорку і Массачусетса як редактор, актуарій і викладач. Усе своє життя вона долучалася до діяльності соціальних та благодійних організацій. У 1934 році померла в Міддлтауні, штат Коннектикут, від менінгіту в сімдесяти трирічному віці.

## Членство
- Одна з перших жінок-членів Американського математичного товариства[11]
- Співробітник Американської Академії Актуаріїв (AAAS)[7]
- Співробітник Американської асоціації розвитку науки[9]
- Член Альмунського відділу Вассарського коледжу Фі Бета Каппа[9]
- Спільна жіноча законодавча комісія (для рівних прав)[7]
- Національна конференція благодійників (тепер Національна конференція з питань соціального забезпечення)[7]

## Публікації
1911: «Дівчина, яка живе вдома: дві пропозиції профспілкових жінок» (Life and Labor, том 1, 1911), с.   346.